# Ingrid Martz
Pour les articles homonymes, voir Martz et Véga (homonymie).
Íngrid Martz de la Vega est une actrice mexicaine née le 17 septembre 1979 à Mexico. 

## Biographie
Elle étudie au Centre d'Éducation artistique (CEA) de Televisa et dans la compagnie de théâtre de Manuel Bauche Alcalde. En 2004, elle tient un rôle dans la telenovela à succès, Rubí où elle interprète Lorena Treviño.
En 2006, elle  participe à la telenovela Heridas de amor où elle incarne Renata San Llorente de Aragón. Puis en 2007, elle joue dans Tormenta en el paraíso Karina Rosenberg-Valeria Ross "Sirenita". En 2010, la productrice Lucero Suárez lui attribue le rôle de protagoniste dans la telenovela Zacatillo, un lugar en tu corazón aux côtés d'acteurs comme Jorge Aravena, Patricia Navidad, Laura Zapata, Arath de la Torre et Carmen Becerra.

## Filmographie

### Telenovelas
- 1997 : María Isabel : amie de Gloria
- 1996-1997 : Luz Clarita
- 1998 : Preciosa (en) : Alma San Román De Rivero
- 2000 : Mujeres engañadas : Adriana
- 2000 : Carita de ángel : Doménica Rossi Rivero
- 2001 : El derecho de nacer : Leonor Castro
- 2001 : El juego de la vida : Georgina "Gina" Rivero Fuentes Guerra
- 2003 : Amor Real : Pilar Piquet de Márquez
- 2004 : Amarte es mi pecado : Renata Quiroga
- 2004 : Rubí : Lorena Treviño Rivero
- 2005 : Pablo y Andrea : Alma Ibáñez
- 2006 : Heridas de amor : Renata San Llorente de Aragón
- 2007-2008 : Tormenta en el paraíso : Karina Rosemberg/Valeria Ross « Sirenita »
- 2010 : Zacatillo, un lugar en tu corazón : Karla Abreu/Sara Villegas
- 2011-2012 : La que no podía amar : Daniela « Dany » Gutiérrez
- 2013 : Corazón indomable : Doris Montenegro
- 2013-2014 : Qué pobres tan ricos : Minerva Fontanet Blanco

2017:Love Divina:Brisa/Bianca 

### Émissions télévisées
- 2014 : Estrella2
- 2013 : Nueva vida
- 2009 : Tiempo final
- 2007 : RBD: la familia
- 2007 : La Familia Peluche
- 2004 : Vida TV
- 2004 : Big Brother VIP